# 折笠愛
折笠 愛（おりかさ あい、本名：折笠 きく江（おりかさ きくえ）、1963年12月12日 - ）は、日本の声優、女優、歌手。東京都足立区北千住出身、千葉県四街道市育ち。アクセルワン所属。

## 来歴

### 生い立ち
1963年12月12日に、東京都で誕生。喘息持ちであり、「空気のきれいなところが良い」という理由で東京都足立区北千住から祖父が住んでいた千葉県四街道市で育つ。三大続いた江戸っ子の家系で、祖父は校長だったため、厳格な家庭に育つ。祖母も教員だった。
小学2年生の時に家族で劇団民藝の『夕鶴』を観て感銘を受けたのが演劇を意識した初めである。子供の時から人と喋ることが苦手で引っ込み思案だったが、小学2年生の時の学芸会の創作劇の主役のウグイスの役を演じ、舞台女優を志す。その時の芝居で体育館の中でライトに照らされ、皆が演者を見てくれて、たくさんの拍手をもらい、その快感が芝居のルーツで子供ながらに強く感じ、その芝居をきっかけに窮屈だったが、開放できたのだと語る。芝居の中で「生きられる自分」というものに魅力を感じ、芝居だと思い、その後は「お芝居をやりたい、舞台に立ちたい」という方向性で生きているという。それ以来芝居の影響で、国語の予習をし始めたりしたため、成績も少し良くなり、勉強もするようになったという。中学、高校時代は演劇部に所属しており、部長を務めた。共学だったが、男性が一人もいない演劇部で男役も女性が演じるため、少し気持ちが悪かったという。中学時代は掛け持ちでコーラス部、高校時代はリボンフラワー部にも所属していた。高校時代は体操部にも所属したかったが、「身長が伸びなくなるよ」と言われて断念したが、このことは「やっとけば良かったな」と語る。中学時代は発表会の前だけ集中して演技の稽古をするという感じであったが、高校時代は放課後に稽古をしていたという。1982年に高校卒業を経て、日本電子工学院（現：日本工学院専門学校）演劇科を卒業。当時はあまり情報がなく、偶々高校にプレゼンテーションに来た大学に演劇科があったため進学。その時代に広く浅く色々なことをしてもらい、後々の財産にはなったが、その時は「こんなこと何になるんだ」と思ってた。母は過去にコロムビア・ローズのオーディションに参加して最後の3人に残っており、「やりたいことをやればいい」と言ってくれた。父は、「芸能関係の進路なんてとんでもない」という感じで猛反対していた。折笠は当時は叔母が一緒に住んでおり、女性パワーが強かったため演劇の大学に行かせくれたという。短大に入った頃は、折笠はそういう演劇学校の出始めた時期だったため、全てが手探りだったが、手探りだからこそいろ色々なことをさせてくれたと語る。舞台もその頃たくさん観ており、劇団四季などの大きな商業演劇から、小さな舞台まで本当にたくさんの舞台を観ていた。折笠は日本舞踊、洋舞、タップダンス、発声、ジャズダンス、クラシック、声楽などを学び、日本舞踊は先生の内弟子のようなことも少しして、一時、集中して習うほど熱心だったという。短大演劇科での稽古については、中学、高校時代での演劇部での稽古とは違い、四六時中芝居のことを考えていることができたり、身体を動かしていられたり、専門職の講師が指導してくれたということで、質の深さがまるで違っており、その時の折笠は「どうして今「能」の勉強をしているのだろう」と思ったりもしていたこともあった。芝居の稽古と無関係に感じてしまったが、折笠は日本舞踊をしていたため、伝統芸能に抵抗はない方だった。苦手なレッスンも当然あり、当時は意味の飲み込めないレッスンもあったが、基本的に全部楽しんでレッスンをしていた。つらい反復練習を必要とするようなものは、自分で表を作り、目標を立てて、それをクリアしたら自分にほしかった物を買ったりご褒美をあげていた。短大の頃に発声練習や滑舌といった地味な基礎訓練をしており、舞台の時には必ず本番前に発声をしてから臨むため、ほぼ毎回発声練習はしていた。
その後は、家庭の事情で芝居をやめて家のお手伝いなどをしていた。

### キャリア
半年も経たないうちに沸々と「私の道はこれではないんじゃないか」、「また私の中の芝居をしたい」と思うようになり、新聞に載っていた「子供に見せるミュージカルの出演者募集」に応募して「子ども劇場」に入団。その時はアルバイトをしながら芝居をしている人物が多かったが、夜のアルバイトをしたり、男性ならばもっときつい労働をして、だんだんと心身ともにボロボロになっていくのを見て、そういうことは「私にはできないな」と感じていた。ハングリー精神から「いいものを生む」ということとは「演技は少し違うのではないかな」と思っていたところがあった。芝居は夢を売る世界という汚いのが嫌で、それを長い間し続けるのは嫌で、そうして探し当てたのが「子ども劇場」だった。そういった劇団を探していた時、偶々その劇団の主演の女性が急遽出演できなってしまったようで、折笠はそこで募集をしていたものを見つけたという感じだった。簡単なオーディションをして、演技も歌も踊りも、そこそこできるというので採用されたようだった。2週間ぐらいでその主演の舞台を仕上げなければならず、劇団に所属しないで常に客演のような状態だった。色々な劇団を渡り歩いて全国をまわっていると、あちこちに知り合いが出来て、そういう知り合いの演出家や役者が折笠をご自分の舞台に誘ってくれるようになった。
オーディションを受けていたところ主役に選ばれ、その後は劇団文芸座、劇団創演、フリーで女優として舞台に立つ。
折笠の転機になったJRが企画した舞台『伊豆の踊り子』の踊り子役に抜擢され、並木史朗、舟木一夫らと共演。この時に使った芸名は大島 由季仔。その舞台をきっかけにさらに知り合いが広がり、商業演劇や様々なことで声がかかるようになった。しかし大人が反応する芝居をしたくなり、個人で挑戦したりもしたが、それでは食べていけず、子ども劇場を5、6年続けていた。悩みを感じていた時に舞台で共演していた緒方賢一と大山高男に勧められて、ぷろだくしょんバオバブのマネージャー（当時）兼声優のたてかべ和也に「折笠いいねえ！」と評されぷろだくしょんバオバブに所属。舞台でも少年役、ジュール・ルナールの『にんじん』を演じることがあり「声優としてもできるのではないか」ということで、たてかべがオーディションの枠で持っていったテレビアニメ『小公子セディ』のオーディションに参加。オーディションでの何度かの選考を経て、1988年に主人公・セディ役で声優としてのデビューを果たす。当時は一生懸命演じている声優たちに無知で、「やりたい」と思うほどの魅力もわかってなかった。声で意識していたのはラジオの『JET STREAM』の城達也で、夜中に聴いて「ステキなお声」と思っていた程度だった。声優業界のことも皆無なくらい無知だった。折笠によれば、『セディ』のオーディションにおいて自身の他に高山みなみ、林原めぐみが最終選考に残っており、自分が主人公のセディに抜擢されたことについて折笠は、「私が一番素人というか、新鮮だったんだ」と語っている。
声優の業界に入って最初に感じたのは、「私はなんて下手なんだろう！」だった。それまでは舞台をしていたことから、職業としての声優は「簡単、すぐできるなんて」、「私は結構上手くできるんじゃないか」、「舞台でやっていることが声でやれないわけがない、お茶の子さいさいでできるな」と変な自信はあったという。
一番難しかったのはマイクとの距離感で、マイク前で喋る作業を一切経験していないままオーディションに向かったが、主役だったため困惑していた。アニメのキャラクターが振り返る時に息を入れたりすることに対し「なんで振り向くだけでそんな息を入れないといけないんだろう」などと言われたことに対していちいち「なぜ？」と身体が全否定していたという。
放送が始まって半年くらいは上手くいかず、「ヘタクソだな」と毎回下唇を噛んでいた。オンエアを見て、他の声優はとても上手く自然に演じていたため、自分のあまりの下手さに愕然とした。その中で飛びぬけて下手に感じたため、それからは声優としての格闘が始まった。当時は泣かせるシーンが多かったが、テストから泣くと、本番でも最初の元気で明るいシーンから鼻声になるなど、失敗がたくさんあった。最初の1年は毎日「明日この業界やめてもいい！」と声優を辞めてしまいたいくらいだったという。
職業としての声優の舞台とは違う演技の技術がなかなかできず、プロとして引き受けた以上、1年は辞められず、「意地でもなんとかしなければいけない」と思った。「このまま負けたままで辞めるわけにはいかない」と思い、悔しく何度もオンエアを見て泣いたりしてた。舞台で演じることとの違いと、お金をくれたことの厳しさを改めて感じていた。
当時は「本当は舞台をやりたい」という気持ちもあり、「私ががんばれる場所じゃないかもしれない」と毎夜枕を濡らしていた。『セディ』では風邪を引いて収録していたところ「折笠さん大丈夫ですか？」と視聴者から気遣う便りが届いたこともあった。「画面を通して全国の方々が応援してくださっている」と感じるようになり、嬉しさと不安が常に背中合わせで、今日は「ダメだ」、明日は「前に進もう」と、日々忙しく葛藤していたという。
「折笠愛」という芸名には、「みんなに愛されるように」という願いが込められている。これは彼女の芸名を考えている途中にトイレに行ったスタッフが、その中で思いついたとのこと。デビュー作の『小公子セディ』の時に、折笠とスタッフとで色々と考えていたが、『小公子セディ』以前に『愛少女ポリアンナ物語』、『愛の若草物語』と世界名作劇場では「愛」の文字が付くタイトルが続いたため、「芸名をつけるなら『愛』のつく名前はどうだろう……」ということで、この名前が付けられたという。
歌手活動については、前述の通り学生時代コーラス部におり、少々自信を持っていたが、レコーディングをして歌を聞いていたところあまり上手くなかった。プロとしてお金をもらっている以上なんとかしなくてはならず、演じることも歌うことも好きだったはずだが、プレッシャーでだんだん楽しくなくなってきてしまい、「これがプロの厳しさかな」と感じていた。
2015年時点では「今日のでよかったかな？」と反省したり考えたりしない日はなく、「まだ自分はできあがってはいない」と語る。3年くらいした頃にはなんとなくスタジオの中の空気を吸うこと、その場に座ってること、仲間たちとの関係性、先輩への想いなどがようやくしっくりした感じだったという。
一方、最初の2、3年はプレッシャーだけであり、声優としての表現方法、その糸口を一つ一つ自分なりに研究してきた。その後はようやく明かりが見えてきて、演じることが楽しくなってきたという。
先輩の芝居で研究しており、最初にそれを強く感じたのは、城達也と仕事をさせてくれた時だった。折笠は城のファンで、その娘役ができることがとても嬉しかった。その時は、聞き染んだ城の声に聞こえなかった。偶々ディレクターたちがいるブースに行くことがあり、演出側から城の演技を聞くことができて得心していた。マイクにのった声で演技をしていた城から「マイクを上手に使い、いかに自分の声を生かしていくかも仕事なんだ」と職業としての声優のを一つ教えてもらったという。
その後は色々な先輩の芝居を勉強した。折笠自身の手法を見つけていくために、色々な先輩のいいと思ったところを勉強して自分のものにしていったが、それは舞台でも同じだと語る。
2011年9月末でデビューから長年所属していたぷろだくしょんバオバブを退所し、アクセルワンに移籍したことが発表された。

## 人物・エピソード
2人の兄がいる末っ子。一番上の兄が高校時代は演劇部だったため、多少の影響はあったといい、一時は兄が弁護士を目指していたため、きょうだい3人で弁護士になろうと思った時期もあった。

### 特色
主に女性役、少年役を得意としている実力派。澄んだ声のピュアな少年と艶っぽい強い姐さんと全く相反する2つの役を得意としている。女性役を演じる際には、色気のあるキャラクターを演じるのが多いが、少年役の場合は、健気な少年、元気な少年役など演じる幅が広く、ギャップがあるのが特徴的。
幾つもの作品で少年の声を演じたが、当初は女性である自分が少年の声を演じることに対して疑問を持っていた。そういう事情から一時期「今後は少年の声はやらない」と宣言したこともある。しかし、多くの作品に関わる中で、「女性が少年の声を演じることで、かえって男の子の様々な心理を想像し、そのことで一体感が生まれてくる」と思うようになったと語っている。心理表現の演技に関しては、「感情にまかせるだけでは、視聴者にきちんと伝えることは出来ない」という考えを持つ。
日常生活の中で、観察をしているようで、赤ちゃんの泣き方、子供の甲高いしゃべり方、笑い方は見ている。女子高生の雰囲気などは、ガヤなど演じる場合などの参考になるという。
声優として演技が楽しくなってきた作品は『三国志』で、やりたい芝居ができ、女性の切ない内面の演技を要求されて、楽しかったという。そういう意味では『サクラ大戦』のあやめ役も、人、悪魔、天使といった3タイプの役を演じられて楽しく、色々な表現ができる役はとても好きだという。そういう仕事は満足感があったという。
アニメ『ヘタリア』シリーズではシーランド役を演じ、折笠はシーランド公国の爵位をネット通販で購入し、レディの称号を得ている。

### 趣味・嗜好
資格は普通自動車免許。特技は日本舞踊（名取）、歌唱。
囲碁が打てることから、碁会所でアルバイトをしていたこともある。学生時代に碁会所でお茶汲み兼初心者のお相手をしていた。

## 出演
太字はメインキャラクター。

### テレビアニメ
1988年
- 小公子セディ（セドリック・エロル〈セディ〉）
- ミスター味っ子（モーリス、少女A）

1989年
- 青いブリンク（少年、ジュリー）
- 昆虫物語 みなしごハッチ（ララ）
- ジャングルブック・少年モーグリ（1989年 - 1990年、ララ）
- 新グリム名作劇場（男の子）
- 魔動王グランゾート（1989年 - 1990年、カッピー、ムサ）
- 桃太郎伝説 PEACHBOY LEGEND（ポチ、乙姫）
- レスラー軍団〈銀河編〉 聖戦士ロビンJr.（マーシ・ラメイル）

1990年
- アイドル天使ようこそようこ（ながいまりあ）
- NG騎士ラムネ&40（チャム、ジャズ）
- カラス天狗カブト（黒沙天）
- キャッ党忍伝てやんでえ（1990年 - 1991年、プルルン、伊津茂乃子）
- 三丁目の夕日
- たいむとらぶるトンデケマン!（アーサー、ジュン）
- ちびまる子ちゃん（1990年 - 、丸尾くんの母、エッコお姉さん、保健の先生〈初代〉、浜崎くん〈代役〉、よしおくん、上杉さん、花輪くんの母〈2代目〉、えびす君〈2代目〉、大木君、加藤君 他）
- 天空戦記シュラト（マツリ）
- PEACH COMMAND 新桃太郎伝説（ティンクル）
- ピグマリオ（クルト）
- 魔神英雄伝ワタル2（アルキデメス）
- ローンレンジャー（ジム）
- 江戸っ子ボーイ がってん太助（1990年 - 1991年、緋牡丹お竜）

1991年
- おれは直角（貴杉じゅん）
- ジャンケンマン（1991年 - 1992年、ジャンケンマン）
- 魔法のプリンセス ミンキーモモ（少年〈トビー〉、妖精フェ、レオナード）
- 丸出だめ夫（トンマ、キャサリン、小百合）
- 燃えろ!トップストライカー（マリオ、ソフィア）
- 横山光輝 三国志（1991年 - 1992年、献帝〈少年時〉、貂蝉）

1992年
- あしたへフリーキック（森田美麗）
- 風の中の少女 金髪のジェニー（ジェシカ）
- 元気爆発ガンバルガー（1992年 - 1993年、霧隠虎太郎 / イエローガンバー、力哉の母）
- 超電動ロボ 鉄人28号FX（金田陽子、正太郎少年）
- ドラえもん（テレビ朝日版第1期）（美女）
- 花の魔法使いマリーベル（1992年 - 1993年、ケン）
- 見ると強くなる 痛快!横綱アニメ ああ播磨灘（前田亜希子、ジロー）

1993年
- 機動戦士Vガンダム（1993年 - 1994年、ファラ・グリフォン、ネス・ハッシャー）
- 幽☆遊☆白書（1993年 - 1995年、桑原静流、小兎）
- 笑ゥせぇるすまん（絹子、大仁芳雄の妻）

1994年
- キャプテン翼J（立花和夫）
- クレヨンしんちゃん（1994年 - 2009年、松田あけみ、まきこ、女ボス、リンちゃんのママ）
- それいけ!アンパンマン（1994年 - 2000年、フラッペちゃん〈代役〉、ビスケットちゃん）
- 覇王大系リューナイト（1994年 - 1995年、ケン、ハグハグ、リーリ）
- BLUE SEED（1994年 - 1995年、竹内涼子）
- メタルファイター・MIKU（ギンコ）
- ヤマトタケル（クシナダ）

1995年
- 恐竜冒険記ジュラトリッパー（アジャリ）
- 獣戦士ガルキーバ（リュート）
- 新機動戦記ガンダムW（1995年 - 1996年、カトル・ラバーバ・ウィナー）
- 天地無用!（1995年 - 2014年、魎呼） - 4シリーズ
- ビット・ザ・キューピッド（アラクネ）
- モジャ公（1995年 - 1997年、天野空夫）
- ロミオの青い空（ロミオ）

1996年
- 快傑ゾロ（セーラ）
- セイバーマリオネットJ（1996年 - 1998年、梅幸） - 2シリーズ
- B'T-X（ミーシャ）
- 爆走兄弟レッツ&ゴー!!（南条隼人）
- 名探偵コナン（1996年 - 2011年、浅井成実 / 麻生成実、目暮みどり、メデューサ、円谷光彦〈代役〉）
- YAT安心!宇宙旅行（エミリー）

1997年
- VIRUS -VIRUS BUSTER SERGE-（ドナ）
- キューティーハニーF（スカルクロー）
- 金田一少年の事件簿（1997年 - 1999年、香山聖子、風倉百合恵、若林夕雨子）
- 少女革命ウテナ（鳳香苗）
- バトルアスリーテス大運動会（唐島由美香）
- MAZE☆爆熱時空（ソリュード・スフォルツァ）

1998年
- 聖ルミナス女学院（たでくうみ）
- 熱沙の覇王ガンダーラ（ヤン・ミーメイ）
- ポポロクロイス物語（ピエトロ）
- ももいろシスターズ（村上さくら）

1999年
- エクセル・サーガ（プリン）
- 鋼鉄天使くるみ（天城博士）
- セラフィムコール（村雨緑）
- 超速スピナー（北条院聖斗〈幼年時代〉）
- Bビーダマン爆外伝V（ヘレーナボン）

2000年
- ヴァンドレッド（2000年 - 2001年、メイアのオーマ） - 2シリーズ
- グラビテーション（瀬口冬馬）
- 幻想魔伝 最遊記（リンチェイ）
- サクラ大戦TV（藤枝あやめ）
- 週刊ストーリーランド（2000年 - 2001年、畑中香織）
- モンスターファーム〜伝説への道〜（ロマノフ）

2001年
- キャプテン翼（2001年 - 2002年、三杉淳）
- キョロちゃん（ポール）
- ナジカ電撃作戦（α）
- 爆転シュート ベイブレード（2001年 - 2003年、水原マックス） - 3シリーズ

2002年
- キディ・グレイド（ティム）
- 攻殻機動隊 STAND ALONE COMPLEX（サノー）
- 炎の蜃気楼（武田由比子）

2003年
- 犬夜叉（蛇骨）
- 高橋留美子劇場（東雲の妻、小暮松子）
  - 高橋留美子劇場 人魚の森（砂〈いさご〉）

- 凧になったお母さん（お母さん）
- プラネテス（フィー・カーマイケル）

2004年
- 双恋（雛菊みやび）

2005年
- 機動新撰組 萌えよ剣 TV（近藤勇子）
- ギャラリーフェイク（マリアン）
- ケロロ軍曹（2005年 - 2010年、シルヴィ、ノビビ、シュン）
- 甲虫王者ムシキング 森の民の伝説（キダム）
- ドラえもん（テレビ朝日版第2期）（2005年 - 、しずかのママ、かぐや、おつかい先の先生、のび太の孫）
- ぼくの防空壕（ナレーション）

2006年
- オーバン・スターレーサーズ（ニン）
- 機神咆吼デモンベイン（ナイア、ジョージ）
- 地獄少女（阿部亜紀）
- 史上最強の弟子ケンイチ（白浜さおり）
- シルクロード少年 ユート（ユート）
- スーパーロボット大戦OG -ディバイン・ウォーズ-（シロ、レビ・トーラー）
- ブラック・ジャック（デビット）
- まじめにふまじめ かいけつゾロリ（エンジェルA）

2007年
- CLAYMORE（ガラテア）
- この青空に約束を―〜ようこそつぐみ寮へ〜（浅倉奈緒子）
- 逮捕しちゃうぞ フルスロットル（占い師）
- 地球へ…（グランドマザー、マザー・イライザ、テラズ・ナンバー5、タージオン）
- 桃華月憚（女将）
- BLUE DROP 〜天使達の戯曲〜（アザナエル）
- やっとかめ探偵団（島村伊都子）
- 流星のロックマン トライブ（2007年 - 2008年、ドクターオリヒメ）

2008年
- カイバ（モカ、カフェー）
- キャシャーン Sins（ホート）
- 恋姫†無双（2008年 - 2010年、何進） - 2シリーズ
- テレパシー少女 蘭（時田純平）
- のらみみ2（フェリ夫）
- ポルフィの長い旅（マイケル・バルバッツァ）
- ペンギンの問題（2008年 - 2010年、山口クリス） - 2シリーズ

2009年
- 聖剣の刀鍛冶（ルーシー）

2010年
- 怪談レストラン（白い家の少女）
- 屍鬼（桐敷千鶴）
- スーパーロボット大戦OG -ジ・インスペクター-（マイ・コバヤシ、シロ）
- ぬらりひょんの孫（鉤針女）
- ハートキャッチプリキュア!（林ゆうき）

2011年
- Aチャンネル（トオルの母）
- C3 -シーキューブ-（北条漸音）
- スイートプリキュア♪（マモル）
- SKET DANCE（男の子）
- DOG DAYS（母狐）
- パッコロリン（パックン）
- まりあ†ほりっく あらいぶ（衹堂・マリヤ・イレーネ）

2012年
- 聖闘士星矢Ω（パブリーン）
- 戦姫絶唱シンフォギア（ふらわーのおばちゃん）
- 探検ドリランド（ラセツ）
- となりの怪物くん（三沢京子）
- 夏目友人帳 肆（アマナ）

2013年
- 大人女子のアニメタイム 「どこかではないここ 山本文緒」
- 〈物語〉シリーズ セカンドシーズン（阿良々木母）
- ONE PIECE（2013年 - 2023年、光月モモの助〈少年時〉）

2014年
- 真 ストレンジ・プラス（美国社長）
- ソウルイーターノット!（ミザリー）
- わしも WASIMO（ママ）
- プリパラ（みれぃのママ）
- ふうせんいぬティニー（ふうせんペリカン、ルールのママ）

2015年
- 血界戦線（2015年 - 2017年、K・K） - 2シリーズ
- みんな集まれ!ファルコム学園SC（シャーラ）
- 夜ノヤッターマン（クッちゃん）
- WORKING!!!（小鳥遊静）

2016年
- ナースウィッチ小麦ちゃんR（ライン引き怪人）
- パズドラクロス（2016年 - 2018年、アンジーヌ、オウカ）

2017年
- サザエさん（イルカウォッチングの添乗員）
- つぐもも（2017年 - 2020年、ほのか） - 2シリーズ

2019年
- ぱすてるメモリーズ（淳）
- パズドラ（2019年 - 2020年、テッパンくん、精霊〈アンジーヌ〉）

2020年
- フルーツバスケット（2020年 - 2021年、謎の女 / 草摩楝） - 2シリーズ
- ストライクウィッチーズ ROAD to BERLIN（ネーデルランド女王）
- ドラゴンクエスト ダイの大冒険 (2020)（レイラ）

2021年
- デジモンゴーストゲーム（2021年 - 2023年、バクモン）

2022年
- 乙女ゲー世界はモブに厳しい世界です（ゾラ）

2023年
- ととのえ!サクマくん by &sauna（和子）

2024年
- ドッグシグナル（未祐の母）
- 魔女と野獣（老婆）
- ひみつのアイプリ（2024年 - 2025年、星川慧） - 2シリーズ
- Turkey!（小麦）

### 劇場アニメ
1989年
- それいけ!アンパンマン キラキラ星の涙（ナンダ・ナンダー姫）

1990年
- ちびまる子ちゃん（まりちゃん）
- 「エイジ」（草薙亜矢）

1991年
- ガンバとカワウソの冒険（カモク）
- 機動戦士ガンダムF91（ドロシー・ムーア）

1992年
- アップフェルラント物語（レオンハルト王子）
- ちびまる子ちゃん わたしの好きな歌（マリ）
- 花の魔法使いマリーベル フェニックスのかぎ（ケン）

1993年
- SDコマンド戦記ガンダムフォース スーパーGアームズファイナルフォーミュラー VS ノウムギャザー（トロン）
- 機動戦士SDガンダムまつり（トロン、家臣モーラ）

1996年
- 天地無用! in LOVE（魎呼）
- PIPI とべないホタル（ミミ）
- ブラック・ジャック 劇場版（エレン・シュライア）

1997年
- 機関車先生（美作満）
- 天地無用! 真夏のイヴ（魎呼）

1998年
- 新機動戦記ガンダムW Endless Waltz 特別篇（カトル・ラバーバ・ウィナー）
- MAZE☆爆熱時空 天変脅威の大巨人（ソリュード・スフォルツァ）

1999年
- クレヨンしんちゃん 爆発!温泉わくわく大決戦（カオル）
- 天地無用! in LOVE 2 〜遙かなる想い（魎呼）

2001年
- いのちの地球 ダイオキシンの夏（エンリコ）
- サクラ大戦 活動写真（藤枝かえで）
- ドラえもん のび太と翼の勇者たち（グースケの母）

2002年
- 爆転シュート ベイブレード THE MOVIE 激闘!!タカオVS大地（水原マックス）
- 名探偵コナン ベイカー街の亡霊（ヒロキ・サワダ）
- 夢かける高原 清里の父 ポール・ラッシュ（滝口孝一〈少年時代〉）
- ONE PIECE 珍獣島のチョッパー王国（モバンビー）

2006年
- 名探偵コナン 探偵たちの鎮魂歌（円谷光彦〈代役〉）

2007年
- ストレンヂア 無皇刃譚（将藍の妻）

2008年
- 劇場版 ゲゲゲの鬼太郎 日本爆裂!!（華の母）

2009年
- クレヨンしんちゃん オタケベ!カスカベ野生王国（マイハシ）
- 劇場版ペンギンの問題 幸せの青い鳥でごペンなさい（山口クリス）

2010年
- 銀幕ヘタリア Axis Powers Paint it, White（白くぬれ!）（シーランド、トニー）

2011年
- 手塚治虫のブッダ -赤い砂漠よ!美しく-（シッダールタ〈幼少期〉）

2012年
- 花の詩女 ゴティックメード（アデム）

2020年
- STAND BY ME ドラえもん 2（しずかのママ）

2022年
- 映画ドラえもん のび太の宇宙小戦争 2021（しずかのママ）

2024年
- BLOODY ESCAPE -地獄の逃走劇-（官僚B）

### OVA
1989年
- 機動戦士ガンダム0080 ポケットの中の戦争（ミチコ・イズルハ（アルの母））
- 超人ロック（グリーン）

1990年
- 楳図かずおの呪い（奈々子）

1991年
- 一本包丁満太郎（味味）
- きまぐれオレンジ☆ロード（ミチ）
- くまのおいしゃさん（おかあさん）
- 硬派銀次郎（久美子）
- 3×3 EYES（李鈴鈴）
- 超幕末少年世紀タカマル（煌ミライ）

1992年
- 愛物語 9 LOVE STORIES（理絵）
- 永遠のフィレーナ（サラ）
- 元気爆発ガンバルガー百科（霧隠虎太郎）
- 幻想叙譚エルシア（クリステル）
- ジャンケンマン怪獣大決戦（ジャンケンマン）
- 新・超幕末少年世紀タカマル（1992年 - 1993年、煌ミライ）
- 天地無用! 魎皇鬼（第一期）（魎呼）
- ねこひきのオルオラネ（マレット）
- はいすくーる仁義（白鳥礼子）
- バビル2世（ユカ）
- ハロー張りネズミ 〜殺意の領分〜（四俵蘭子）
- ぷりんせすARMY ウェディング★COMBAT（審査官）
- 放課後のティンカー・ベル（花村部長）
- 万能文化猫娘（陽子先生）

1993年
- アル・カラルの遺産（トリューン）
- 今日から俺は!!（1993年 - 1996年、早川京子）
- 砂の薔薇 雪の黙示録（ヘルガ）
- ぼくの地球を守って（リアン）
- 流星機ガクセイバー（1993年 - 1994年、藤井由美）
- サンリオ『オリジナルストーリーアニメ』シリーズ リトルツインスターズ編（ゆめ星雲の女王）
  - キキとララのお姫さまになりたい
  - キキとララの星のダンスシューズ
  - キキとララのママってすてき

1994年
- 青空少女隊（三鷹ありさ）
- おいら宇宙の探鉱夫（女医）
- GATCHAMAN（カッツェ〈女〉）
- キャプテン翼 最強の敵!オランダユース（立花和夫）
- 新・キューティーハニー（ジーン）
- 覇王大系リューナイト アデュー・レジェンド（1994年 - 1995年、ヒュント）
- すすめ!プクプクごう（りゅうのすけ）
- 天地無用! 魎皇鬼（第二期）（魎呼）
- なつきクライシス（貴澄夏生）
- B.B.フィッシュ（マデ）
- マップス（ダイン）
- サンリオ『オリジナルストーリーアニメ』シリーズ リトルツインスターズ編（ゆめ星雲の女王）
  - キキとララのはばたけ!ペガサス

1995年
- アイドルプロジェクト（ユリー）
- 精霊使い（比冴）
- 銀河お嬢様伝説ユナ〜哀しみのセイレーン〜（フロイラインD）
- 覇王大系リューナイト アデュー・レジェンドII（1995年 - 1996年、ローム）
- 覇王大系リューナイト アデュー・レジェンド・ファイナル（ヒュント、ハグハグ）
- 美少女遊撃隊バトルスキッパー（北大路紗綾花）
- 不思議の国の美幸ちゃん（チェシャ猫）

1996年
- アイドルファイト・スーチーパイII（セシル・デリンジャー）
- ガルフォース・ザ・レボリューション（1996年 - 1997年、ファイザー）
- 新破裏拳ポリマー（ニーナ）
- 超人学園ゴウカイザー（オムニイグジスト）
- てっぺん2（由希子）
- ファイアーエムブレム 紋章の謎（少年時代のマルス）
- BLUE SEED2（竹内涼子）
- MAZE☆爆熱時空（ソリュード・スフォルツァ）

1997年
- 新機動戦記ガンダムW Endless Waltz（カトル・ラバーバ・ウィナー）
- サクラ大戦 桜華絢爛（藤枝あやめ）
- バトルアスリーテス大運動会（ジョアン・ウー）
- ヴァリアブル・ジオ（久保田潤）
- B'T X NEO（ミーシャ）
- フォトン（アウンの姉）
- またまたセイバーマリオネットJ（梅幸）
- サンリオ『オリジナルストーリーアニメ』シリーズ リトルツインスターズ編（ゆめ星雲の女王）
  - キキとララのママってすてき

1998年
- 紺碧の艦隊（川洲芳子）

1999年
- グラビテーション（瀬口冬馬）
- 最遊記（三仏神）
- サクラ大戦 轟華絢爛（藤枝あやめ、藤枝かえで）

2000年
- KIRARA（近平の母）
- ストリートファイターZERO - THE ANIMATION -（ローズ）
- 天使禁猟区（アレクシエル）

2001年
- アンジェリーク 〜聖地より愛をこめて〜（占い師サラ）
- 怪童丸（荊木童子）

2002年
- サクラ大戦 神崎すみれ 引退記念 す・み・れ（藤枝かえで）
- スクライド ファンディスク（メアリー・ジェーン）

2003年
- がぁーでぃあんHearts（渡サキ）
- 機動戦士ガンダムSEED ASTRAY（プロフェッサー）
- 機動新撰組 萌えよ剣（近藤勇子）
- 天地無用! 魎皇鬼（第三期）（魎呼）

2004年
- Phantom -PHANTOM THE ANIMATION-（リズィ・ガーランド）

2005年
- 最終兵器彼女 Another love song（ミズキ）
- スーパーロボット大戦ORIGINAL GENERATION THE ANIMATION（マイ・コバヤシ、シロ）

2007年
- テイルズ オブ シンフォニア THE ANIMATION（2007年 - 2012年、ジーニアス・セイジ） - 3シリーズ

2008年
- やなせたかしメルヘン劇場 わらうぼうし リトル・ボオ（こんたん）

2012年
- C3 -シーキューブ-（北条漸音） - BD/DVD第5巻TV未放送話
- 堀さんと宮村くん（寺島玲子）

### Webアニメ
- Axis powers ヘタリアシリーズ（2009年 - 2013年、シーランド、おばちゃん、トニー、ピエール、ねずみ） - 5シリーズ
- Starry☆Sky（2010年、星月琥春）
- イロナス（2022年、黒崎ゆり子[84]）
- BULLET/BULLET（2025年、エイ婆[85][初出 9]）

### ゲーム
1990年
- 雀偵物語2 宇宙探偵ディバン 出動編（神官ポン）

1992年
- スチームハーツ

1993年
- 聖魔伝説3×3EYES（李鈴鈴）
- 幽☆遊☆白書 闇勝負!!暗黒武術会（桑原静流、小兎）
- 夢見館の物語（少年、ピアニスト）

1994年
- アイドル雀士スーチーパイII（セシル・デリンジャー）
- KO世紀ビースト三獣士 〜ガイア復活 完結編〜（真ユーニ）
- 天地無用! 魎皇鬼（魎呼）
- POWER DoLLS2（エリオラ・イグナチェフ）
- 幽☆遊☆白書 魔強統一戦（審判）

1995年
- アイドル雀士スーチーパイSpecial（安西早智子）
- アイドル雀士スーチーパイLimited（安西早智子）
- アイドル雀士スーチーパイRemix（安西早智子）
- アンジェリークSpecial（占い師サラ）
- 3×3EYES 〜吸精公主〜（李鈴鈴）
- Space Griffon VF-9（マリア）
- 天外魔境 真伝（八雲）
- 天外魔境 電脳絡繰格闘伝（猫姫）
- ぼのぐらし
- 魔法少女プリティサミー（魎呼）
- 輝水晶伝説アスタル（アスタル）

1996年
- アークザラッドII（エルク・コワラ・ピュール〈エルク〉）
- アイドル雀士スーチーパイII Limited（セシル・デリンジャー）
- エクストラブライト（アネッサ）
- 王国のグランシェフ（ファル）
- 銀河お嬢様伝説ユナFX・哀しみのセイレーン（フロイラインD）
- 3×3EYES 〜吸精公主〜 S（明芳累）
- サクラ大戦（藤枝あやめ）
- 新スーパーロボット大戦（ファラ・グリフォン）
- 対戦とっかえだま（ウパ太、三条塚あやめ）
- チップちゃんキィーック！（ミリー）
- テラ・ファンタスティカ（アレクシス）
- 伝説のオウガバトル（デネブ・ローブ、ユーリア・ウォルフ）
- 天地無用! 魎皇鬼FX（魎呼）
- 天地無用! 魅御理温泉湯けむりの旅（魎呼）
- 東方珍遊記〜はーふりんぐ・はーつ!!〜（ボサツ博士）
- バトルアスリーテス大運動会 〜序章〜（唐島由美香）
- ホーンテッドカジノ（エアニア・ハーピー）
- ロックマン8 メタルヒーローズ（ロックマン）
- ワルキューレの伝説 外伝 ローザの冒険（大女神）
- ヒロイン・ドリーム（見和麗）

1997年
- アークザラッド・モンスターゲーム with カジノゲーム（エルク・コワラ・ピュール〈エルク〉）
- アザーライフ アザードリームス（ニコ・サウジー）
- あやかし忍伝 くの一番（藤木霞）
- アルバレアの乙女（マリア・ヨゼファ・ファン・ナッソウ）
- 黒の剣 -Blade of the Darkness-（エニス）
- サクラ大戦 蒸気ラジヲショウ（藤枝あやめ）
- サクラ大戦 花組対戦コラムス（藤枝あやめ）
- スーパーロボット大戦F（カトル・ラバーバ・ウィナー）
- 天外魔境 第四の黙示録（サム）
- 天地無用! 連鎖必要（魎呼）
- 同級生2（篠原いずみ）
- VS雀士ブランニュースターズ（城ノ内環）
- バウンダリーゲート（メリッサ、シーダ）
- バルクスラッシュ（ナイラ・サベージ）
- Hop Step あいどる☆（早乙女裕太）
- マイ・ドリーム〜On Airが待てなくて（城内麗香）
- 悠久幻想曲（エル・ルイス）
- ロックマン バトル&チェイス（ロックマン）

1998年
- アイドル雀士スーチーパイ発売5周年記念めちゃ限定版○得パッケージ（セシル・デリンジャー）
- EVE The Lost One（モニカ・セレッティ）
- 火星物語（セイラのおばあさん）
- サクラ大戦2 〜君、死にたもうことなかれ〜（藤枝かえで）
- サクラ大戦 帝撃グラフ（藤枝あやめ、かえで）
- スーチーパイアドベンチャー ドキドキナイトメア（セシル・デリンジャー）
- スーパーアドベンチャーロックマン（ロックマン）
- スーパーロボットスピリッツ（レビ・トーラー）
- スーパーロボット大戦F 完結編（カトル・ラバーバ・ウィナー）
- ずっといっしょ（並木智香、南景子）
- 速攻生徒会（本多愛）
- ダブルキャスト（森崎真奈美）
- 堕落天使（結蓮）
- ドラゴンフォースII -神去りし大地に-（グレイス）
- バトルアスリーテス大運動会 オルタナティヴ（唐島由美香）
- ヒロインドリーム2（見和麗）
- ファーストKiss☆物語（橘美里）
- ブラックマトリクス（マルコ）※セガサターン版
- プリンセスクエスト（チェロス）
- 星の丘学園物語 学園祭（秋月伊吹）
- リアルロボッツファイナルアタック（アナ・スタシア）
- クライシスビート(ロウ)
- 妖獣戦記2 -黎明の戦士たち- Windows版（曽我部香織）※アダルトゲーム

1999年
- アークザラッドIII（エルク・コワラ・ピュール〈エルク〉）
- アイドル雀士スーチーパイIII（セシル・デリンジャー）
- ヴァルキリープロファイル（エイミ、J.D.ウォルス、リッチ、ミリア、クレア）
- SDガンダム GGENERATION（1999年 - 2025年、ネス・ハッシャー、ファラ・グリフォン、カトル・ラバーバ・ウィナー、ラビニア・クォーツ） - 13作品
- ギガウイング（ルビー）※ドリームキャスト版
- 後夜祭（伊藤沙絵）
- 真・魔装機神 PANZER WARFARE（トト＝クアル＝ユロ）
- スーパーヒーロー作戦（カトル・ラバーバ・ウィナー）
- スーパーロボット大戦コンプリートボックス（シロ）
- Spiritual Soul（クリス）
- ブラックマトリクス AD（マルコ）※ドリームキャスト版
- リトルプリンセス マール王国の人形姫2（チェロ、マリウス）
- なんちゃってバンパイヤン（ママ）

2000年
- アジト3（蝶華）
- 大神一郎奮闘記 〜サクラ大戦歌謡ショウ「紅蜥蜴」より〜（藤枝かえで）
- ゲイルガンナー（ミストレス）
- サクラ大戦 花組対戦コラムス2（藤枝かえで）
- サンライズ英雄譚R（カトル・ラバーバ・ウィナー）
- スーパーロボット大戦α（カトル・ラバーバ・ウィナー、シロ、ファラ・グリフォン、レビ・トーラー）
- センチメンタルグラフティ2（安達純）
- 天使のプレゼント マール王国物語（チェロ、マリウス）
- ブラックマトリクス+（マルコ）※PlayStation版
- ポポロクロイス物語II（ピエトロ）
- 燃えろ!ジャスティス学園（ザキ）
- 悠久組曲 All Star Project（エル・ルイス）

2001年
- スーパーロボット大戦α外伝（カトル・ラバーバ・ウィナー、シロ、レビ・トーラー）
- スタートリングアドベンチャーズ 空想3×大冒険（三平）
- マールDEジグソー（チェロ）
- みんなのGOLF 3（ローズ）
- 指極星（ソレイユ・セン・ポラールシュテルン）

2002年
- 機動新撰組 萌えよ剣（近藤勇子）
- サクラ大戦4 〜恋せよ乙女〜（藤枝かえで）
- ときめきメモリアル Girl's Side（尽）
- Phantom -PHANTOM OF INFERNO-DVD（リズィ・ガーランド）

2003年
- サクラ大戦 〜熱き血潮に〜（藤枝あやめ）
- SUNRISE WORLD WAR Fromサンライズ英雄譚（虎太郎、カトル）
- 第2次スーパーロボット大戦α（カトル・ラバーバ・ウィナー）
- テイルズ オブ シンフォニア（ジーニアス・セイジ）
- 電脳戦機バーチャロン マーズ（シルビー・ファング&SHBVDレドン軍曹）
- マールじゃん!!（チェロ）
- みんなのGOLF 4（ローズ）

2004年
- アニメバトル 烈火の炎 FINAL BURNING（マリー）
- 機神咆吼デモンベイン（ジョージ、ナイア）

2005年
- Another Century's Episode（カトル・ラバーバ・ウィナー）
- 第3次スーパーロボット大戦α 終焉の銀河へ（カトル・ラバーバ・ウィナー、マイ・コバヤシ）
- テイルズ オブ ザ ワールド なりきりダンジョン3
- NAMCO x CAPCOM（沙夜、九十九）
- ファントム・キングダム（背徳者サロメ）
- ポポロクロイス物語 ピエトロ王子の冒険（ピエトロ）
- 武蔵伝II ブレイドマスター（クロシェ）
- 幽☆遊☆白書FOREVER（桑原静流、小兎）
- ランブルローズ（アナスタシア / ドクター・アナスタシア）

2006年
- 機神飛翔デモンベイン（ナイア、ジョージ）
- Another Century's Episode 2（カトル・ラバーバ・ウィナー）
- ヴァルキリープロファイル レナス（エイミ、J.D.ウォルス、リッチ、ミリア、クレア）
- We Are*（藤岡夏蓮）
- 幻想水滸伝V（サイアリーズ、リヒャルト）
- テイルズ オブ ザ ワールド レディアント マイソロジー（ジーニアス・セイジ）
- ブレイブ ストーリー 新たなる旅人（ミレディ）

2007年
- アイドル雀士スーチーパイIII Remix（セシル・デリンジャー）
- この青空に約束を― -melody of the sun and sea-（浅倉奈緒子）
- THE BATTLE OF 幽☆遊☆白書 〜死闘!暗黒武術会〜 120%フルパワー（小兎）
- スーパーロボット大戦OG シリーズ（2007年 - 2016年、シロ、マイ・コバヤシ / レビ・トーラー） - 4作品
- スーパーロボット大戦Scramble Commander the 2nd（カトル・ラバーバ・ウィナー）
- テイルズ オブ ファンダム Vol.2（ジーニアス・セイジ）

2008年
- 幻想水滸伝ティアクライス（シャイラ、シャムス）
- スーパーロボット大戦A PORTABLE（カトル・ラバーバ・ウィナー）
- テイルズ オブ シンフォニア -ラタトスクの騎士-（ジーニアス・セイジ）
- ドラマチックダンジョン サクラ大戦 〜君あるがため〜（藤枝かえで）
- 無限のフロンティア スーパーロボット大戦OGサーガ（沙夜）

2009年
- 桃華月憚 -光風の陵王-（鏡映子、ノルン三兄弟）
- 機動戦士ガンダム ガンダムVS.ガンダムNEXT（ファラ・グリフォン）
- スーパーロボット大戦NEO（霧隠虎太郎、ハグハグ）
- Starry☆Sky 〜in Autumn〜（星月琥春、鳴子）
- テイルズ オブ ザ ワールド レディアント マイソロジー2（ジーニアス・セイジ）
- Memories Off 6 Next Relation（嘉神川エリーズ）
- ワンド オブ フォーチュン（イヴァン、ヴァニア）

2010年
- Another Century's Episode:R（シロ）
- エンド オブ エタニティ（バーバレラ）
- クレヨンしんちゃん おバカ大忍伝 すすめ!カスカベ忍者隊!
- ぱすてるチャイムContinue（ベネット・コジュール）
- プロジェクトケルベルス（恠）
- 無限のフロンティアEXCEED スーパーロボット大戦OGサーガ（沙夜）
- Le Ciel Bleu 〜ル・シエル・ブルー〜（マイラ）
- ワンド オブ フォーチュン ポータブル（イヴァン、ヴァニア）
- ワンド オブ フォーチュン 〜未来へのプロローグ〜（イヴァン、ヴァニア）
- ワンド オブ フォーチュン 〜未来へのプロローグ〜 ポータブル（イヴァン、ヴァニア）

2011年
- 鬼哭街（朱笑嫣）
- Starry☆Sky 〜After Autumn〜（星月琥春）
- 第2次スーパーロボット大戦Z 破界篇 / 再世篇（2011年 - 2012年、カトル・ラバーバ・ウィナー） - 2作品
- テイルズ オブ ザ ワールド レディアント マイソロジー3（ジーニアス・セイジ）
- ワンド オブ フォーチュン2 〜時空に沈む黙示録〜（イヴァン、ヴァニア、ライナス、ベアトリス）

2012年
- 神さまと恋ゴコロ（マザー）
- スーパーロボット大戦OGサーガ 魔装機神 THE LORD OF ELEMENTAL（シロ）
- スーパーロボット大戦OGサーガ 魔装機神II REVELATION OF EVIL GOD（シロ）
- 聖闘士星矢Ω アルティメットコスモ（パブリーン）
- PROJECT X ZONE（殺女、沙夜）
- 闇からのいざない -TENEBRAE-（久瀬明咲）
- ワンド オブ フォーチュン2 FD 〜君に捧げるエピローグ〜（イヴァン、ヴァニア）

2013年
- 獣電戦隊キョウリュウジャー ゲームでガブリンチョ!!（楽しみの密偵ラッキューロ）
- SNOW BOUND LAND（雪の女王）
- スーパーロボット大戦OGサーガ 魔装機神III PRIDE OF JUSTICE（シロ）
- スーパーロボット大戦Operation Extend（霧隠虎太郎、ハグハグ、シロ） - シロはDLC追加キャラクター
- 青春はじめました!（双葉さゆ）
- Tiny×Machinegun（マリア）
- テイルズ オブ シンフォニア ユニゾナントパック（ジーニアス・セイジ）
- Princess Arthur（モルゴース）

2014年
- 機動戦士ガンダム エクストリームバーサス（2014年 - 2016年、カトル・ラバーバ・ウィナー） - 3作品
- CV 〜キャスティングボイス〜（戸山愛）
- グランブルーファンタジー（レディ・グレイ）
- 3594e -三国志英歌-
- スーパーロボット大戦OGサーガ 魔装機神F COFFIN OF THE END（シロ）
- 第3次スーパーロボット大戦Z 時獄篇 / 天獄篇（2014年 - 2015年、カトル・ラバーバ・ウィナー） - 2作品
- テイルズ オブ アスタリア（ジーニアス・セイジ）
- テイルズ オブ リンク（ジーニアス・セイジ）
- ONE PIECE 超グランドバトル! X（モモの助）

2015年
- The Order:1886
- ファイナルファンタジーXIV: 蒼天のイシュガルド（アシエン・イゲオルム）
- PROJECT X ZONE 2:BRAVE NEW WORLD（沙夜、たろすけ、殺女）
- ポポロクロイス牧場物語（ピエトロ王子）
- ルミナスアーク インフィニティ（プレートル）

2017年
- ガンダムバーサス（カトル・ラバーバ・ウィナー）
- ファイアーエムブレム ヒーローズ（2017年 - 2025年、アイラ）

2018年
- スーパーロボット大戦X（カトル・ラバーバ・ウィナー、シロ）
- スーパーロボット大戦X-Ω（ロックマン）
- ディシディア ファイナルファンタジー オペラオムニア（フライヤ・クレセント）
- テイルズ オブ ザ レイズ（ジーニアス・セイジ）
- ポポロクロイス物語 ナルシアの涙と妖精の笛（ピエトロ王子）
- 機動戦士ガンダム エクストリームバーサス2（2018年 - 2025年、カトル・ラバーバ・ウィナー） - 4作品

2019年
- スーパーロボット大戦T（シロ）
- 幽☆遊☆白書 100％本気バトル（小兎）
- Alice Closet（ミセス・メルル）

2020年
- スーパーロボット大戦DD（2020年 - 2022年、カトル・ラバーバ・ウィナー、シロ）
- ONE PIECE 海賊無双4（光月モモの助）
- エリオスライジングヒーローズ（ジャック02、リリー・マックイーン）

2021年
- ガールズコントラクト（霜星）
- スーパーロボット大戦30（ファラ・グリフォン、シロ）

2022年
- シン・クロニクル（ヴィオレット）
- 東京放課後サモナーズ（犬川壮助ヨシトウ）
- 機動戦士ガンダム アーセナルベース（カトル・ラバーバ・ウィナー）

2023年
- 逆転オセロニア（スカアハ）　
- 機動戦士ガンダム U.C. ENGAGE（ファラ・グリフォン）
- インフィニティ ストラッシュ ドラゴンクエスト ダイの大冒険（レイラ）
- ライブ・ア・ヒーロー!（ザニア）

2025年
- クイズRPG 魔法使いと黒猫のウィズ（セヴァリン・Y4K）

時期未発表
- キャッ党忍伝てやんでえ（プルルン）

### ドラマCD
1990年
- アルスラーン戦記4 汗血公路（エステル）
- 吸血鬼ハンター D-北海魔行I -北の海へ-（サモン）
- 吸血鬼ハンター D-北海魔行II -やがて、夏-（サモン）
- 吸血鬼ハンター D-北海魔行III -冬来たりなば-（サモン）

1991年
- アルスラーン戦記5 征馬弧影（エステル）
- アルスラーン戦記6 風塵乱舞（エステル）
- 学園特警デュカリオン（長官〈妹之山残〉、神楽）

1992年
- 超幕末少年世紀タカマル ちゃんぽん王国国立ちゃんぽん学園大学芸会! 国をあげての大騒ぎ!でござる（煌ミライ）
- 万能文化猫娘 SOUND PHASE-0I（陽子先生）
- 万能文化猫娘 SOUND PHASE-0II（陽子先生）

1993年
- 新・超幕末少年世紀タカマルCD劇場 〜女れいだぁすケイティ殿 ちゃんぽん王国で宝さがしでござるの巻〜（煌ミライ）
- 万能文化猫娘 SOUND PHASE-0III（陽子先生）
- 魔神英雄伝ワタル4 CDシネマ2「小さな恋の海火子」（クリクリ王子）

1994年
- アースティア密着24時 世界まるごとリューナイト（ヒュント、ハグハグ）
- 覇王大系リューナイト CDシネマ「ブラボー砦の決闘」（ハグハグ、ジュエル）
- CDドラマ 英雄伝説III 〜白き魔女〜（シャーラ）
- 新・超幕末少年世紀タカマルCD劇場 めもりあるボックス 〜我ら熱風少年〜（煌ミライ）
- ふしぎ遊戯（張宿）

1995年
- 聖獣伝承ダークエンジェル（涅）
- 続・アースティア密着24時 世界まるごとリューナイトテレビ（ハグハグ、飲み屋の女将）
- ぽっぷるメイルパラダイス5（ヤマト）
- TARAKOぱっぱらパラダイス（ヤマト）
- 呪われたアデュー! リュー使い最大の危機!!（ヒュント、ハグハグ）
- 覇王大系リューナイト CDシネマ「カイオリスへの旅立ち」第1章 - 第4章（ハグハグ）
- 覇王大系リューナイト CDシネマ「ティア・ダナーンの闘い」第1章 - 最終章（ハグハグ）
- ロミオの青い空（ロミオ）

1996年
- 金田一少年の事件簿 悪魔組曲殺人事件（風倉百合恵）
- 平成タイムボカン CDシネマ4 カエッテキタマンVol.1（カム / カエッテキタマン）
- KIRARA オリジナルアルバム（こんぺーの母）
- 青空少女隊 スペシャル〜羽田・三鷹の道中（三鷹ありさ）
- 覇王大系リューナイト外伝 聖騎士の約束（ハグハグ）

1997年
- 快傑蒸気探偵団（鳴滝）
- グラビテーションシリーズ（瀬口冬馬）
- 花のあすか組! 外伝（春日）
- 十二国記 東の海神 西の滄海（驪媚）
- 速攻生徒会 2（本多愛）

1998年
- 速攻生徒会 SOUND TRACKS（本多愛）
- 愛と由美のはぁぁ裏天地・だまされて二人旅、湯けむり殺人事件（2月）
- アークザラッドII 炎のエルク（エルク）

1999年
- 天使禁猟区シリーズ（アレクシエル）

2000年
- 藍より青し 音絵巻・電脳絵巻（神楽崎雅）

2001年
- 藍より青し 歌絵巻（神楽崎雅）
- 紅茶王子 II（セイロン）

2002年
- スクライド サウンド・エディション（メアリー・ジェーン）
- 天は赤い河のほとり（ハディ）

2003年
- がぁーでぃあんHearts（渡サキ）
- KIRAI（花田百合子）
- 真綿の王国（殿上雄太）

2004年
- 絶対爆発ライジンオー対ガンバルガー（非売品）（霧隠虎太郎 / イエローガンバー）
- ドラマCD テイルズ オブ シンフォニア〜a long time ago〜 全3巻（ジーニアス・セイジ）
- 鬼哭街 反魂剣鬼（朱笑嫣）
- 機神咆吼デモンベイン ミニドラマCD volume.1〜3（ナイア、ジョージ〈volume.2のみ〉）

2005年
- ワガママだけど愛しくて1（高見春水、高見奈美）
- ゾンビ屋れい子（水桃）
- スーパーロボット大戦OG THE SOUND CINEMA VOL.1 - 3（マイ・コバヤシ、シロ）※2005年 - 2006年

2006年
- TVアニメーション「機神咆吼デモンベイン」ドラマCD Vol.1〜2（ナイア、ジョージ）

2007年
- Captain HOOK love's lock.シリーズ（鍵穴）
- 東京★イノセント（一条寺涼子）

2008年
- メンズ校 1・3（福原綾子）

2009年
- ドラマCD 神・風（かえで）
- ヘタリア ドラマCD vol.2（シーランド）

2011年
- スーパーロボット大戦OG ジ・インスペクター ドラマCD VOL.1（シロ）

2012年
- ドラマCD ラノベ王子☆聖也（峰岸ヨウコ）
- Tiny×Machinegun シリーズ（マリア）
  - Tiny×Machinegun タイニー・マクダニエル捜査ファイル「THE KNOCKDOWN」
  - Tiny×Machinegun タイニー・マクダニエル捜査ファイル FILE No.2「SHADES OF GREY」
  - Tiny×Machinegun タイニー・マクダニエル捜査ファイル FILE No.3「BLOOD AND CIRCUSES」

#### 朗読CD
- Starry☆Sky × 羊でおやすみシリーズ「お月さまの下でおやすみ」（星月琥春）

### 吹き替え

#### 映画
時期不明
- アダム -神の使い 悪魔の子-（アダム・ダンカン）
- アンディ・ラウ 神鳥聖剣（氷の精）
- ダニエル・スティール/ダディ〜父親・決断の瞬間〜（メリッサ〈ジェニー・ルイス〉）※テレビ東京版

1988年
- ビバリーヒルズ・コップ ※テレビ朝日版
- ウィロー（ラノン〈マーク・ヴァンデ・ブレイク〉）※ソフト版
- マイライフ・アズ・ア・ドッグ（イングマル）
- ラスト・キョンシー（冬冬〈チャン・インユー〉）※VHS版
- ワンス・アポン・ア・タイム・イン・アメリカ（デボラ〈少女時代〉）※ビデオ版

1989年
- エメラルド・フォレスト ※テレビ朝日版
- おじさんに気をつけろ!（メイジー）

1990年
- イーストウィックの魔女たち ※TBS版
- 蜀山奇傅 天空の剣（桂鈴）
- クロコダイル・ダンディー ※フジテレビ版
- 殺人魚フライングキラー（アリソン）※テレビ朝日版
- ドリームチャイルド（ルーシー〈ニコラ・カウパー〉）※テレビ朝日版
- ファミリー（ジョアン・フレイ）

1991年
- クリスマス・キャロル（ジャネット・ホリーウェル）
- ハロウィン・インベーダー/火星人襲来!?（ブライアン）
- ポセイドン・アドベンチャー（スーザン・シェルビー）※テレビ朝日版
- わが心のボルチモア（マイケル・ケイ〈イライジャ・ウッド〉）

1992年
- ペギー・スーの結婚（ナンシー）
- ホーム・アローン（ケビン・マカリスター〈マコーレー・カルキン〉）※テレビ朝日版およびDVD・ビデオ版
- ロケッティア

1993年
- フォーリング・ダウン（アデル）※ビデオ版
- めぐり逢えたら（ジョナ・ボールドウィン）※DVD・ビデオ版
- ロボコップ2（ホブ）※テレビ朝日版

1994年
- クール・ランニング（ジョイ）
- ミクロキッズ（ニック・サリンスキー〈ロバート・オリヴェリ〉）※フジテレビ版

1995年
- 危険な遊び（ヘンリー〈マコーレー・カルキン〉）
- フォレスト・ガンプ/一期一会（フォレスト〈子供時代〉）※DVD・ビデオ版

1996年
- ナッティ・プロフェッサー クランプ教授の場合（カーラ・パティ）※DVD・ビデオ版
- ベビー・シッターズ・クラブ（クローディア・キシ）
- ホーム・アローン2（ケビン・マカリスター〈マコーレー・カルキン〉）※DVD・ビデオ版

1997年
- アライバル/侵略者（キキ）
- ウェルカム・トゥ・サラエボ（アニー〈エミリー・ロイド〉）
- 身代金 ※テレビ朝日版

1998年
- ヴァーチャル・シャドー 幻影特攻（ブルー）
- マイ・フレンド・フォーエバー（デクスター）※フジテレビ版

1999年
- アニマル・ファーム（ジェシー）
- ファイナル・プロジェクト（アニー）※フジテレビ版

2000年
- ジングル・オール・ザ・ウェイ（ジェイミー・ラングストン）※フジテレビ版

2001年
- 青い相姦（ミーケ）

2003年
- RONIN（ナターシャ・キリロワ）※フジテレビ版

2004年
- カンニバルシスターズ（ヴァネッサ・ブレット）

2006年
- サウンド・オブ・ミュージック（アガタ）※製作40周年記念版
- ホステージ（トミー・スミス）
- リトル・ランナー（エマ、チェスター）

2007年
- ユアン少年と小さな英雄（ユアン少年〈オリヴァー・ゴールディング〉）
- ワイルドサヴェージ（ロイの母）

2012年
- マーリー2 世界一おバカな犬のはじまりの物語（マーリー）

2015年
- サウンド・オブ・ミュージック（アガタ）※製作50周年記念版

2017年
- ショウほど素敵な商売はない（ケイティ・ドナヒュー〈ミッツィ・ゲイナー〉）※WOWOW追加録音版

#### ドラマ
1989年
- アルフ（ブライアン・タナー）

1992年
- ビバリーヒルズ高校白書（マリアン、カーティス）
- ナルニア国物語（BBC）（ピーター・ペベンシー）
- 素晴らしき日々（カレン・アーノルド〈オリヴィア・ジェーン・ダボ〉）

1993年
- ザ・ハイツ 青春のラプソディー（ホープ〈シャーロット・ロス〉）
- ドクタークイン 大西部の女医物語（コリーン）
- フルハウス（ハリー・タキヤマ）

1997年
- ER緊急救命室（1997年 - 2000年、ザック、ウィルソン）

2000年
- ターザンの大冒険（ベアトリス・デュボワ）※NHK-BS2版
- パワーレンジャー・イン・スペース（アストロネマ/カローン〈メロディ・パーキンス〉、シルビーの母親）
- ビバリーヒルズ青春白書（ロビン）

2001年
- シークレット・エージェントマン（アリエラ）※第2話
- バフィー 〜恋する十字架〜（グレース）※シーズン2第19話

2002年
- CSI:2科学捜査班（ロビン、キム、シェリー）
- パワーレンジャー・ロスト・ギャラクシー（カローン/ギャラクシーピンクレンジャー/アストロネマ〈メロディ・パーキンス〉）

2003年
- ダナ&ルー 〜リッテンハウス女性クリニック〜（アンバー）

2004年
- CSI:3科学捜査班（ジンジャー、リリー）
- 24 -TWENTY_FOUR-（アン・パッカード）

2005年
- 宮廷女官チャングムの誓い（官婢2、サリョン）

2006年
- ドクター・フー（ノービス・ヘイム）
- CSI:マイアミ3（メリッサ、ティモシー）

2008年
- コールドケース4（シスター・マーガレット） #16

2009年
- チャームド〜魔女3姉妹〜（クレア）※シーズン6第22話
- マードック・ミステリー 〜刑事マードックの捜査ファイル〜（ユーニス・マクギンティー）シーズン1第5話

2012年
- NCIS 〜ネイビー犯罪捜査班（メリンダ・ストーン捜査官）※シーズン1第21話 ※Dlife版
- ビッグ 〜愛は奇跡〜（キム・ヨンオク）

2021年
- ディスカバリー・オブ・ウィッチズ（エム〈ヴァラリー・ペティフォード〉）

#### アニメ
- あの夏のルカ（マルシリエーセ[118]）
- アラジンの大冒険（ワヒード）
- ウォーリーをさがせ!（ネズミ、プリンセス、アラララ）
- ガーゴイルズ（トゥルケーサ、ソラ）
- キャプテン・プラネット（アファニー、ショーン）
- クックとプッケ（プッケ）
- タイニー・トゥーンズ（タイロン）
- ダックにおまかせ ダークウィング・ダック（ホンカー・マドルフット）
- スヌーピーとチャーリーブラウン（シュローダー）
- トータリー・スパイズ!（ドナ・ラモーン）
- バットマン（少年時代のディック・グレイソン）
- パパはグーフィー（ダグラス）
- ピンクパンサー（プリープ）
- ミッキーの王子と少年（子供A）
- ミュータント・タートルズ ※東和ビデオ版
- わんぱくダック夢冒険（デューイ）※テレビ東京版、バンダイ版

### パチスロ・パチンコ
- 夜勤病棟（2007年、神宮寺成美）
- 夜勤病棟壱（2012年、神宮寺成美）
- 地獄少女四（2020年、阿部亜紀）

### CM
- トミー ガンバーコマンダー&ガンバーブレス
- 元気爆発ガンバルガー BD-BOX（霧隠虎太郎）
- 無人島物語

### 特撮
2005年
- 牙狼〈GARO〉（魔導具シルヴァの声）

2006年
- 牙狼〈GARO〉スペシャル 白夜の魔獣（魔導具シルヴァの声）

2013年
- 獣電戦隊キョウリュウジャー（2013年 - 2014年、楽しみの密偵ラッキューロの声 / 喜美子の母親〈顔出し〉 / 賢神見習いラッキューロの声） - 4作品

2014年
- 絶狼-ZERO- -BLACK BLOOD-（魔導具シルヴァの声）

2015年
- 烈車戦隊トッキュウジャーVSキョウリュウジャー THE MOVIE（ラッキューロの声）

2017年
- 獣電戦隊キョウリュウジャーブレイブ（ラッキューロの声）
- 絶狼-ZERO- -DRAGON BLOOD-（魔導具シルヴァの声）

2018年
- 獣電戦隊キョウリュウジャー「ブレイブ33.5 これぞブレイブ！たたかいのフロンティア」（楽しみの密偵ラッキューロの声）

2023年
- 王様戦隊キングオージャー（ラッキューロの声）

2024年
- 王様戦隊キングオージャーVSキョウリュウジャー（ラッキューロの声）

### 人形劇
- バケルノ小学校ヒュードロ組（NHK教育）（くらまノビロー）

### テレビドラマ
- KIRARA

### 映画
- 文部省選定・防犯教育ビデオ映画 地球防衛少女イコちゃん
- SUPER VOICE WORLD

### バラエティ番組
- ひらけ!ポンキッキ（フジテレビ）内コーナー『アップルポップ』（チッポ）
- どぅんつくぱ〜音楽の時間〜（フジテレビ）（DJでっくん）
- ワンワンパッコロ!キャラともワールド（NHK BSプレミアム）（パックン）

### 舞台
- サクラ大戦歌謡ショウ 帝国歌劇団・花組特別公演「愛ゆえに」（1997年、藤枝あやめ）

### ラジオ
時期不明
- 天地無用!（文化放送）
- 折笠愛のムーンライトカフェ（KBS京都）
- サクラ大戦 有楽町帝撃通信局（ニッポン放送）

1995年
- 秘密の天地無用!（10月14日 - 1997年4月6日）

1997年
- 愛と由美のあぁぁ新天地!（4月13日 - 1999年10月3日）

2013年
- 折笠愛と田中一成のI's Bar（ネットラジオ）

### オーディオドラマ
- 火星物語（1994年、セイラのおばあさん）
- 新機動戦記ガンダムW Frozen Teardrop 次なる戦い（2014年、カトリーヌ・ウード・ウィナー）
- オーディオシネマ iシリーズ バツイチもいい男の条件ですか？（2015年、ほたるの母[125]）
- 栃木放送開局60周年記念ご当地ラジオドラマ「異世界賢者の転生栃木ライフ！」（2024年、女神マロニエル[126]）

### デジタルコミック
- VOMIC
  - 屍鬼（2008年、田中昭）
  - 霊能力者 小田霧響子の嘘（2008年、高島彩子）
  - ゴーレム・ア・GO!GO!（2012年、砂原マモル）
  - 1/11 じゅういちぶんのいち（2012年、ソラの母）

### その他コンテンツ
- 毎日放送 ど人生（『小林さん家のクルマ』『もの凄くいい話をする男』『招かれた女』[127]）
- 完全勝利ダイテイオー プロモーションディスク 完全勝利Ver.（霧隠虎太郎[128]）

## ディスコグラフィ

### シングル
| 枚  | 発売日         | タイトル    | 規格品番  | 最高位 |
| --- | -------------- | ----------- | --------- | ------ |
| 1st | 1994年11月25日 | 月のTRAGEDY |           |        |
| 2nd | 1995年9月21日  | 恋愛の時空  | PIDA-1020 |        |

### アルバム
| 枚   | 発売日         | タイトル           | 規格品番   | 規格品番   | 最高位 |
| 枚   | 発売日         | タイトル           | 初回限定盤 | 通常盤     | 最高位 |
| ---- | -------------- | ------------------ | ---------- | ---------- | ------ |
| 1st  | 1995年3月10日  | 淑女超特級         | -          | PICA-1058  |        |
| 2nd  | 1996年4月20日  | ムーンライトカフェ | -          | COCC-13347 |        |
| 3rd  | 1996年12月21日 | ROOM SERVICE       | -          | PICA-1118  |        |
| 4th  | 1997年4月19日  | みつめて           | -          | COCC-14165 |        |
| 5th  | 1998年9月23日  | I                  | -          | PICA-1177  |        |
| 6th  | 1999年8月25日  | Truth              | -          | PICA-1195  |        |
| 7th  | 2002年10月4日  | LeTTeR             | -          | ASCA-5002  |        |
| 8th  | 2003年12月20日 | BREATH             | -          | ASCA-5003  |        |
| 9th  | 2004年10月15日 | mono-gatari        | -          | ASCA-5004  |        |
| 10th | 2006年4月26日  | Tender Song        | ASCA-5005  | ASCA-5006  |        |

### キャラクターソング
| 発売日   | 商品名                                                                            | 歌                                                                                                   | 楽曲                                 | 備考                                                          |
| 1990年   | 1990年                                                                            | 1990年                                                                                               | 1990年                               | 1990年                                                        |
| -------- | --------------------------------------------------------------------------------- | --- | ------------------------------------ | ------------------------------------------------------------- |
| 9月21日  | キャッ党忍伝てやんでえ 猫座第一回公演                                             | MIPPLE（折笠愛・水谷優子）                                                                           | 「YASU-けくナイ！」                  | テレビアニメ『キャッ党忍伝てやんでえ』関連曲                  |
| 12月21日 | キャッ党忍伝てやんでえ 猫座千秋楽公演                                             | MIPPLE（折笠愛・水谷優子）                                                                           | 「三日月コネクション」               | テレビアニメ『キャッ党忍伝てやんでえ』関連曲                  |
| 12月21日 | キャッ党忍伝てやんでえ 猫座千秋楽公演                                             | プルルン（折笠愛）                                                                                   | 「To be Yourself <プルルンVersion>」 | テレビアニメ『キャッ党忍伝てやんでえ』関連曲                  |
| 1994年   |                                                                                   | |                                      |                                                               |
| 9月2日   | BLUE SEED 国土管理室宴会記念号                                                    | 竹内涼子（折笠愛）                                                                                   | 「Lock!My door」                     | テレビアニメ『BLUE SEED』関連曲                               |
| 1995年   |                                                                                   | |                                      |                                                               |
| 4月29日  | My sin                                                                            | 竹内涼子（折笠愛）                                                                                   | 「My sin」                           | テレビアニメ『BLUE SEED』関連曲                               |
| 8月20日  | ふしぎ遊戯4                                                                       | 張宿（折笠愛）                                                                                       | 「いと小さき願い」                   | CDブック『ふしぎ遊戯』関連曲                                  |
| 11月22日 | 電波の海原                                                                        | 折笠愛、高田由美                                                                                     | 「電波の海原」                       | ラジオ番組『秘密の天地無用!』主題歌                           |
| 11月22日 | 電波の海原                                                                        | 折笠愛、高田由美                                                                                     | 「ココアと苦いチョコレート」         |                                                               |
| 1996年   |                                                                                   | |                                      |                                                               |
| 11月21日 | BLUE SEED TOO                                                                     | 国木田大哲（大塚明夫）、竹内涼子（折笠愛）                                                           | 「二人の夜明け」                     | OVA『BLUE SEED2』第3巻エンディングテーマ                      |
| 1997年   |                                                                                   | |                                      |                                                               |
| 6月25日  | 魅惑の新天地                                                                      | 折笠愛、高田由美                                                                                     | 「魅惑の新天地」                     | ラジオ番組『愛と由美のあぁぁ新天地!』主題歌                   |
| 6月25日  | 魅惑の新天地                                                                      | 折笠愛                                                                                               | 「初恋の味」                         |                                                               |
| 1998年   |                                                                                   | |                                      |                                                               |
| 6月17日  | 悠久幻想曲 キャラクターシリーズVOL.3 エル・ルイス                                 | エル・ルイス（折笠愛）                                                                               | 「パ・ズ・ル」                       | ゲーム『悠久幻想曲』                                          |
| 1999年   |                                                                                   | |                                      |                                                               |
| 1月17日  | ファーストKiss☆物語 イメージソングbook                                            | 橘美里（折笠愛）                                                                                     | 「Playback Blue」                    | ゲーム『ファーストKiss☆物語』関連曲                           |
| 3月5日   | 新機動戦記ガンダムW OPERATION4                                                    | カトル・ラバーバ・ウィナー（折笠愛）                                                                 | 「星のまなざし」                     | テレビアニメ『新機動戦記ガンダムW』関連曲                     |
| 2001年   |                                                                                   | |                                      |                                                               |
| 4月27日  | 藍より青し 歌絵巻                                                                 | 神楽崎雅（折笠愛）                                                                                   | 「Distance」                         | ドラマCD『藍より青し』関連曲                                  |
| 2003年   |                                                                                   | |                                      |                                                               |
| 1月22日  | 萌えよ剣                                                                          | 近藤勇子（折笠愛）、土方歳絵（松井菜桜子）、沖田薫（池澤春菜）                                       | 「萌えよ剣」                         | ゲーム・OVA『機動新撰組 萌えよ剣』オープニングテーマ          |
| 2006年   |                                                                                   | |                                      |                                                               |
| 9月22日  | We Are*〜Piece of Peace〜 Vol.5 藤岡夏蓮                                          | 藤岡夏蓮（折笠愛）                                                                                   | 「Superhighway」                     | ゲーム『We Are*』関連曲                                       |
| 2007年   |                                                                                   | |                                      |                                                               |
| 6月20日  | この青空に約束を―〜ようこそつぐみ寮へ〜 Character Song CD Series Vol.3 浅倉奈緒子 | 浅倉奈緒子（折笠愛）                                                                                 | 「近すぎない距離で」                 | テレビアニメ『この青空に約束を―〜ようこそつぐみ寮へ〜』関連曲 |
| 9月27日  | CLAYMORE INTIMATE PERSONA 〜キャラクターソング集〜                                | ガラテア（折笠愛）                                                                                   | 「反逆」                             | テレビアニメ『CLAYMORE』関連曲                                |
| 2009年   |                                                                                   | |                                      |                                                               |
| 4月22日  | 萌えよ剣／夜明け／青春の祭り                                                      | 近藤勇子（折笠愛）、土方歳絵（松井菜桜子）、沖田薫（池澤春菜）                                       | 「青春の祭り」                       | OVA『機動新撰組 萌えよ剣』エンディングテーマ                  |
| 11月26日 | ロボットアニメ大鑑 上巻                                                           | 藤井由美（折笠愛）、昭島里美（林原めぐみ）、安藤新菜（水谷優子）、スーザン・ウォーカー（玉川紗己子） | 「夜空の星がみている」               | OVA『流星機ガクセイバー』エンディングテーマ                   |

### シリーズ一覧
1. ↑  第1作（1995年）、第2作『新・天地無用!』（1997年）、外伝『天地無用! GXP』（2002年）、短編アニメ『愛・天地無用!』（2014年）
2. ↑  第1作（1996年）、第2作『J to X』（1998年）
3. ↑  第1期（2000年）、第2期『the second stage』（2001年）
4. ↑  第1期[47]（2001年）、第2期『2002』[48]（2002年）、第3期『Gレボリューション』[49]（2003年）
5. ↑  第1期（2008年）、第3期『真・恋姫†無双 〜乙女大乱〜』（2010年）
6. ↑  第1期（2008年）、第2期『MAX』（2010年）
7. ↑  第1期（2015年）、第2期『血界戦線 & BEYOND』（2017年）
8. ↑  第1期（2017年）、第2期『継つぐもも』（2020年）
9. ↑  第2期『2nd season』（2020年）、第3期『The Final』（2021年）
10. ↑  第1期（2024年 - 2025年）、第2期『リング編』（2025年）
11. ↑  第1期『シルヴァラント編』（2007年）、第2期『テセアラ編』（2010年 - 2011年）、第3期『世界統合編』（2011年 - 2012年）
12. ↑  『ZERO』（1999年）、『F』（2000年）、『F.I.F』（2001年）、『NEO』（2002年）、『SEED』（2004年）、『PORTABLE』（2006年）、『SPIRITS』（2007年）、『WARS』（2009年）、『WORLD』『3D』（2011年）、『OVER WORLD』（2012年）、『CROSSRAYS』（2019年）、『ETERNAL』（2025年）
13. ↑  『OGs』『OG外伝』（2007年）、『第2次OG』（2012年）、『ムーン・デュエラーズ』（2016年）
14. ↑  『フルブースト PS3版』（2014年）、『マキシブースト』（2014年）、『マキシブースト ON』（2016年）
15. ↑  『エクストリームバーサス2』（2018年）、『クロスブースト』（2021年）、『オーバーブースト』（2023年）、『インフィニットブースト』（2025年）
16. ↑  テレビシリーズ（2013年 - 2014年）、『ガブリンチョ・オブ・ミュージック』（2013年）[120]、『キョウリュウジャーVSゴーバスターズ』[121]、『100 YEARS AFTER』（2014年）

### 初出話一覧
1. ↑  第3話初出
2. ↑  第103話初出
3. ↑  第63話初出
4. ↑  第83話初出
5. 1 2  第19話初出
6. ↑  第10話初出
7. ↑  第45話初出
8. ↑  第2話初出
9. ↑  第4話初出